# Lio
Lio rodným jménem Vanda Maria Ribeiro Furtado Tavares de Vasconcelos (* 17. června 1962 Mangualde, Portugalsko) je belgická zpěvačka a herečka.
Narodila se v Portugalsku, ale po rozvodu rodičů se v roce 1968 přestěhovala s matkou do Belgie. Kariéru zpěvačky zahájila v roce 1980, kdy vydala svůj první singl, který produkovali dva členové skupiny Telex Marc Moulin a Dan Lacksman. V roce 1985 podepsala smlouvu s Michelem Estebanem a jeho vydavatelstvím ZE Records. Několik písní z jejího alba Pop Model produkoval John Cale.
Její sestrou je herečka Helena Noguerraová.

## Diskografie
- Lio (1980)
- Amour toujours (1983)
- Pop model (1986)
- Can Can (1988)
- Des fleurs pour un caméléon (1991)
- Wandatta (1996)
- Lio chante Prévert (2000)
- Dites au prince charmant (2005)
- Lio Canta Caymmi (2018)